# Suomen Cup 2011
La Suomen Cup 2011 è stata la 57ª edizione del torneo. È iniziata il 6 gennaio e si è conclusa il 24 settembre 2011. La formula prevedeva turni a eliminazione diretta con partite di sola andata. L'HJK ha vinto la coppa per l'undicesima volta, venendo così ammesso al secondo turno preliminare della UEFA Europa League 2012-2013.
Le squadre iscritte alla competizione sono state 233. Le squadre di Kolmonen (quarta divisione) o di una serie inferiore hanno partecipato al primo turno. Nel quarto turno sono entrate in gioco le squadre di Ykkönen (seconda divisione) e Kakkonen (terza divisione). Le squadre della Veikkausliiga 2011 sono entrate nel torneo a partire tra il quinto e il settimo turno, in base al loro piazzamento nella Coppa di Lega finlandese 2011.

## Primo turno
Hanno partecipato a questo turno 134 squadre della quarta divisione e delle serie inferiori. Le partite si sono giocate tra il 6 e il 29 gennaio 2011.

## Secondo turno
Hanno partecipato le 67 squadre qualificate dal primo turno e altre 45 squadre qualificate automaticamente. Le partite si sono giocate tra il 14 gennaio e il 13 febbraio 2011.

## Terzo turno
Le partite si sono giocate tra il 6 e il 28 febbraio 2011.

## Quarto turno
Hanno partecipato a questo turno le 28 qualificate dal terzo turno e le 40 squadre di Ykkönen e Kakkonen. Le partite sono state giocate tra il 26 febbraio e il 21 marzo 2011.
| Squadra 1      | Risultato     | Squadra 2    |
| -------------- | ------------- | ------------ |
| Ponnistus      | 0–6           | JäPS         |
| TiPS           | 0–2           | Lahti        |
| STPS           | 0–9           | MP           |
| VJS            | 0–4           | Viikingit    |
| FC POHU        | 1–2           | Sudet        |
| Lahen Pojat JS | 0–1           | KooTeePee    |
| SUMU/2         | 1–8           | HIFK         |
| SAPA /2        | 0–2           | LoPa         |
| FCD            | 0–2           | Kiffen       |
| Pallo-Peikot   | 2–3           | LPS          |
| HPS            | 1–3           | Espoo        |
| Pallokerho-35  | 2–1           | MPS          |
| Kuusysi        | 2–1           | Atlantis     |
| KTP            | 1–3           | Klubi 04     |
| HDS            | 1–0           | Futura       |
| PKKU           | 3–3 (2-4 dtr) | KäPa         |
| EIF            | 4–2           | PK-35 Vantaa |
| RiRa           | 2–5           | Gnistan      |
| SexyPöxyt      | 0–3           | BK-46        |
| KaaPo          | 0–1           | NoPS         |
| MaPS           | 6–1           | MuSa         |
| Jazz           | 3–0 (rit.)    | TPV          |
| TuTo           | 2–2 (5-6 dtr) | Hämeenlinna  |
| Härmä          | 3–1           | Ilves-Kissat |
| VG-62          | 1–3           | FCV          |
| Ilves          | 2–3           | Pallo-Iirot  |
| SiPS           | 0–4           | ViPa         |
| KuFu-98        | 1–1 (2-4 dtr) | JIPPO        |
| Zulimanit      | 1–0           | PK-37        |
| VIFK           | 1–3           | SJK          |
| Kajaani        | 0–0 (2-4 dtr) | Santa Claus  |
| KPV Akatemia   | 1–2           | GBK          |
| JBK            | 2–0           | HauPa        |

## Quinto turno
Hanno partecipato a questo turno le 34 squadre qualificate dal turno precedente e le sei squadre eliminate dopo la fase a gironi della Coppa di Lega finlandese 2011. Le partite si sono giocate tra il 17 marzo e il 2 aprile 2011.
| Squadra 1     | Risultato      | Squadra 2     |
| ------------- | -------------- | ------------- |
| RoPS          | 0–1            | VPS           |
| Zulimanit     | 1–2            | ViPa          |
| MaPS          | 4–2            | FCV           |
| Riverball     | 3–6 (dts)      | AC Oulu       |
| JBK           | 6–0            | Pallo-Iirot   |
| GBK           | 4–3 (dts)      | Santa Claus   |
| SJK           | 4–0            | Jazz          |
| MP            | 0–1            | JIPPO         |
| Viikingit     | 0–1            | IFK Mariehamn |
| Pallokerho-35 | 3–1            | Klubi 04      |
| Härmä         | 1–1 (rig: 4-5) | Gnistan       |
| LoPa          | 0–4            | Haka          |
| LPS           | 4–1 (dts)      | KäPa          |
| Kiffen        | 0–1            | Espoo         |
| JäPS          | 0–3            | KooTeePee     |
| Kuusysi       | 1–3            | Hämeenlinna   |
| HDS           | 1–1 (rig: 4-6) | Sudet         |
| EIF           | 1–1 (rig: 4-3) | HIFK          |
| BK-46         | 0–1            | Lahti         |
| NoPS          | 0–9            | MyPa          |

## Sesto turno
Hanno partecipato a questo turno le 20 qualificate dal turno precedente e le quattro perdenti dei quarti di finale della Coppa di Lega finlandese 2011. Le partite sono state giocate tra il 1º e l'11 aprile 2011.
| Squadra 1     | Risultato      | Squadra 2     |
| ------------- | -------------- | ------------- |
| LPS           | 0–8            | IFK Mariehamn |
| ViPa          | 1–4            | Jaro          |
| EIF           | 0–2            | KuPS          |
| MyPa          | 2–0            | AC Oulu       |
| Pallokerho-35 | 2–0            | Hämeenlinna   |
| TPS           | 2–2 (rig: 5-4) | VPS           |
| JIPPO         | 0–0 (rig: 4-2) | JBK           |
| Lahti         | 2–1            | Espoo         |
| Inter Turku   | 0–0 (rig: 2-4) | Haka          |
| Gnistan       | 3–0            | Sudet         |
| SJK           | 3–0            | KooTeePee     |
| GBK           | 3–1 (dts)      | MaPS          |

## Ottavi di finale
Hanno partecipato a questo turno le 12 qualificate dal turno precedente e le quattro semifinaliste della Coppa di Lega finlandese 2011. Le partite si sono giocate tra il 15 e il 23 aprile 2011.
| Squadra 1     | Risultato | Squadra 2   |
| ------------- | --------- | ----------- |
| IFK Mariehamn | 1–0       | Honka       |
| Pallokerho-35 | 0–8       | JJK         |
| SJK           | 0–4       | HJK         |
| Gnistan       | 2–6       | KuPS        |
| MyPa          | 3–1       | Jaro        |
| GBK           | 0–2       | Haka        |
| Lahti         | 2–0       | TPS         |
| JIPPO         | 2–1 (dts) | Tampere Utd |

## Quarti di finale
Le partite si sono giocate tra il 28 e il 29 aprile 2011.
| Squadra 1     | Risultato | Squadra 2 |
| ------------- | --------- | --------- |
| MyPa          | 1–2       | HJK       |
| IFK Mariehamn | 4–0       | JIPPO     |
| Haka          | 0–2       | KuPS      |
| Lahti         | 4–3       | JJK       |

## Semifinali
Le partite si sono giocate il 26 maggio 2011.
| Squadra 1     | Risultato | Squadra 2 |
| ------------- | --------- | --------- |
| IFK Mariehamn | 0–3       | KuPS      |
| HJK           | 3–0       | Lahti     |

## Finale
| Arbitro: | Jouni Hyytiä |

|               |           |                         |
| Joenmäki 119’ | Marcatori | 108’ Litmanen 116’ Ring |